# Manasapur, Khanapur
Manasapur là một làng thuộc tehsil Khanapur, huyện Belgaum, bang Karnataka, Ấn Độ.